# Krauschwitz (Germania)
Krauschwitz, in alto sorabo Krušwica, è un comune di 3.778 abitanti della Sassonia, in Germania.
Appartiene al circondario (Landkreis) di Görlitz (targa GR).

## Geografia antropica

### Suddivisioni amministrative
Il territorio comunale si divide in 7 zone (Ortsteil):
- Krauschwitz (Krušwica)
- Sagar (Zagor)
- Skerbersdorf (Skarbišecy)
- Pechern (Pěchč)
- Werdeck (Wjertko)
- Podrosche (Podroždź)
- Klein Priebus (Přibuzk)